# 제노니아
제노니아(영어: Zenonia)는 2008년 모바일 게임 제작회사인 게임빌에서 개발, 발매한 롤플레잉 게임이다. iOS, Zeebo, 안드로이드, Windows Mobile, DSiWare, 바다, PSP 플랫폼으로 발매가 되었으며, 앱 스토어에는 2009년 5월 24일, 안드로이드 마켓(구글 플레이의 이전 브랜드)에는 2010년 3월 27일에 등록되었다. PSP의 플레이스테이션 스토어에는 2010년 10월 12일에 등록되었다.

## 전체 줄거리
- 리그릿 중점 주의(제노니아5 제외)

제노니아 1 - 기억의 실타래
천마대전은 끝났지만, 하급신중 한명인 [라돈]은 마족으로 용혈족을 데리고 다시한번 지상계를 파괴하기로 한다. 하지만 그 야망이 성당기사단 [듀프레]에 의해 막히게 되자, 자신의 힘을 [리그릿]이라는 소년에게 남기고 몸을 슴긴다. [듀프레]는 [리그릿]을 발견하고, 자신의 양자로 키우기로 결심한다. 훗날, 리그릿은 지상계를 여행하며 [라돈]의 존재와 자신의 과거를 알게되면서 각성하고, [라돈]을 물리쳐 봉인하게 된다.
제노니아 2 - 잃어버린 기억
[라돈]이 봉인된 후, [안드라 제국]이라는 하나의 통일 국가가 만들어졌고, 정의로운 4인의 홀리스의 의해 다스려지게 된다. 그러나 홀리스 중 한명인 자브키엘은 봉인된 라돈의 의해 정신지배를 받게 된다. 욕망으로 가득 찬 자브키엘은 다른 홀리스를 죽이고, 안드라 제국의 통치자가 되어 라돈을 부활시킬 [성루석]을 찾게된다. [성루석]을 찾던 자브키엘은 감옥에서 탈출한 [루],[에크네],[모르피스],[다자]를 발견하고, 이들을 이용하지만 오히려 이들의 의해 목숨을 잃게 되고 , 완전히 부활하지 못한 [라돈]역시 죽게된다. 새로운 영웅이 된 이들 4명은 평화를 되찾은 안드라제국의 2대홀리스라 불리게된다.
제노니아 3 -미드가르드 스토리
평화로워진 지상계 [안드라 제국]..[리그릿]은 자신의 몸에 남아있는 라돈의 힘을 두려워해 사람들 속에서 사라지기로 결심한다. 그러던 어느날 리그릿은 [카엘]이라 불리는 아들을 데리고 다시 사람들 앞에 나타난다. 그 뒤, 리그릿은 아이리스 마을 근처에 살며 카엘을 키우게 된다. 리그릿에게 수련을 받으며 강해지던 카엘은 다가오는 프레이의 생일을 준비하기 위해 페어리 루나와 함께 선물을 찾기로 한다. 그때, 갑자기 생겨난 마법진에 의해 공간이동을 당한다. 천족 등 일련의 사건 후 [안티온]이라는 마족왕의 헌신할 육체로 리그릿이 소환되고, 결국..
제노니아 4 - Return of the Legend
마족왕 안티온을 막기위해 스스로를 희생했고, 죽어서 망자의 땅에 봉인되었던 리그릿. 그러던 어느날 지상계에 새로운 마족왕 [사투르] 가 침략하였고 종말의 위기를 맞을 때쯤, 세계수에 잠들어있던 창조신이 페어리 [에냐]를 보내 망자의 땅에서 [리그릿] 을 또 한번 살려내었다. 그후 리그릿은 마족왕을 처치하기 위해 지상계로 보내졌지만 최후의 결전에서 실패하고 말았고, 그순간 페어리 에냐가 시간을 되돌려 다시한번 망자의 땅으로 오게 된다. 그렇게 리그릿은 시간을 오가게 되면서 사투르를 막으려 하고, 그 과정에서 자신의 아들 [카엘] 과 2대 홀리스들인 [루], [에크네], [모르피스], 그리고 여기사 [엘리사]를 만나게 되는데...

## 등장인물
- 리그릿 (1,3~4,제노니아 온라인,제노니아S)
- 듀프레 (1~2~3~4)
- 카엘 (3~4)
- 루, 에크네, 모르피스 (2,4)
- 다자 (2,제노니아 온라인,제노니아S)
- 비슈 (제노니아 온라인,제노니아S)
- 듀크 (5)
- 아벨 (5)
- 에반 (5)
- 리안 (5(제노니아 온라인,제노니아S 에서는 알리시아라는 이름으로 나옴))
- 닐 (5,제노니아 온라인,제노니아S)
- 아론 (제노니아S)
- 플라나(페어리) (제노니아 온라인,제노니아S)
- 아젤로스 (5)
- 클라라 (5)
- 잡화상 엘렌 (5)
- 벨라 (5)
- 릴리(꼬맹이) (제노니아S)
- 엘리사 (4)
- 리사 (5)
- 기타등등